# Prawdziwe potwory
Prawdziwe potwory (ang. Aaahh!!! Real Monsters, 1994–1998) – amerykański serial animowany emitowany niegdyś w Polsce na kanałach Fantastic i TVP Regionalna

## Fabuła
Serial pokazuje dzień powszedni młodych potworów. Trzy zaprzyjaźnione potworki Ickis, Oblina i Krumm uczą się, jak straszyć ludzi, w szkole. Często ich próby nie wychodzą tak, jak planowali.

## Odcinki
Premiery w Polsce:
- TVP Regionalna (lektor)
  - I seria – 1 września 1995 r., powtórka 2 marca 1997 r.
- Fantastic (dubbing)
  - serie I-IV – 1 listopada 1999 r.

### Spis odcinków
| N/o            | Polski tytuł                                | Angielski tytuł                      |
| -------------- | ------------------------------------------- | ------------------------------------ |
|                |                                             |                                      |
| SERIA PIERWSZA |                                             |                                      |
|                |                                             |                                      |
| 01             |                                             | The Switching Hour                   |
|                |                                             |                                      |
| 02             |                                             | Monsters, Get Real                   |
| 02             | Snorched if You Do, Snorched if You Don't   |                                      |
|                |                                             |                                      |
| 03             |                                             | Curse of the Krumm                   |
| 03             | Krumm Goes Hollywood                        |                                      |
|                |                                             |                                      |
| 04             |                                             | Monstrous Make-Over                  |
| 04             | A Wing and a Scare                          |                                      |
|                |                                             |                                      |
| 05             |                                             | Krumm's Pimple                       |
| 05             | Monster Hunter                              |                                      |
|                |                                             |                                      |
| 06             |                                             | Monsters Don't Dance                 |
| 06             | Gone Shopp'n                                |                                      |
|                |                                             |                                      |
| 07             |                                             | Old Monster                          |
| 07             | Mother May I                                |                                      |
|                |                                             |                                      |
| 08             |                                             | Don't Just Do It                     |
| 08             | Joined at the Hip                           |                                      |
|                |                                             |                                      |
| 09             |                                             | Smile and Say Oblina                 |
| 09             | The Great Wave                              |                                      |
|                |                                             |                                      |
| 10             |                                             | Cold Hard Toenails                   |
| 10             | Attack of the Blobs                         |                                      |
|                |                                             |                                      |
| 11             |                                             | Chip off the Old Beast               |
| 11             | The War's Over                              |                                      |
|                |                                             |                                      |
| 12             |                                             | Where Have All the Monsters Gone?    |
|                |                                             |                                      |
| 13             |                                             | Simon Strikes Back                   |
| 13             | The Ickis Box                               |                                      |
|                |                                             |                                      |
| SERIA DRUGA    |                                             |                                      |
|                |                                             |                                      |
| 14             |                                             | Spontaneously Combustible            |
| 14             | Curse of Katana                             |                                      |
|                |                                             |                                      |
| 15             |                                             | Monsters Are Real                    |
| 15             | This is Your Brain on Ickis                 |                                      |
|                |                                             |                                      |
| 16             |                                             | Into the Woods                       |
| 16             | Krumm Gets the Dreaded Nolox                |                                      |
|                |                                             |                                      |
| 17             |                                             | Mayberry UFO                         |
| 17             | I Dream of Snorch with the Long Golden Hair |                                      |
|                |                                             |                                      |
| 18             |                                             | Garbage Ahoy                         |
| 18             | Goin' South                                 |                                      |
|                |                                             |                                      |
| 19             |                                             | Monster Who Came in from the Cold    |
| 19             | Puppy Ciao                                  |                                      |
|                |                                             |                                      |
| 20             |                                             | The Rival                            |
| 20             | Hats Off                                    |                                      |
|                |                                             |                                      |
| 21             |                                             | Eau de Krumm                         |
| 21             | O’Lucky Monster                             |                                      |
|                |                                             |                                      |
| 22             |                                             | The Tree of Ickis                    |
| 22             | Rosh-O-Monster                              |                                      |
|                |                                             |                                      |
| 23             |                                             | History of the Monster World, Part 1 |
| 23             | Fear Thy Name is Ickis                      |                                      |
|                |                                             |                                      |
| 24             |                                             | Quest for the Holy Pail              |
| 24             | Garbage In, Garbage Out                     |                                      |
|                |                                             |                                      |
| 25             |                                             | A Room with No Viewfinder            |
| 25             | Krumm Rises to the Top                      |                                      |
|                |                                             |                                      |
| 26             |                                             | The Five Faces of Ickis              |
| 26             | Bigfoot, Don't Fail Me Now                  |                                      |
|                |                                             |                                      |
| SERIA TRZECIA  |                                             |                                      |
|                |                                             |                                      |
| 27             |                                             | Festival of the Festering Moon       |
| 27             | Simon's Big Score                           |                                      |
|                |                                             |                                      |
| 28             |                                             | Who'll Stop the Brain?               |
| 28             | Cement Heads                                |                                      |
|                |                                             |                                      |
| 29             |                                             | Ickis and the Red Zimbo              |
| 29             | Oblina and the Three Humans                 |                                      |
|                |                                             |                                      |
| 30             |                                             | Baby It's You                        |
| 30             | Monsters Are Fun                            |                                      |
|                |                                             |                                      |
| 31             |                                             | Out of the Past                      |
| 31             | Ship of Fools                               |                                      |
|                |                                             |                                      |
| 32             |                                             | Eye Full of Wander                   |
| 32             | Lifestyles of the Rich and Scary            |                                      |
|                |                                             |                                      |
| 33             |                                             | Krumm Gets Ahead                     |
| 33             | It’s Only a Movie                           |                                      |
|                |                                             |                                      |
| 34             |                                             | You Only Scare Twice                 |
| 34             | Less Talk, More Monsters                    |                                      |
|                |                                             |                                      |
| 35             |                                             | Fistful of Toenails                  |
| 35             | Blind Love, Monster Love                    |                                      |
|                |                                             |                                      |
| 36             |                                             | Amulet of Enfarg                     |
| 36             | Bad Hair Day                                |                                      |
|                |                                             |                                      |
| 37             |                                             | Monster Blues                        |
| 37             | I Heard the Snorch Call My Name             |                                      |
|                |                                             |                                      |
| 38             |                                             | Wake Me When It’s Over               |
| 38             | Potwory chodzą parami                       | Things That Go Bump in the Night     |
|                |                                             |                                      |
| 39             |                                             | The Master Monster                   |
| 39             | Slumber Scare                               |                                      |
|                |                                             |                                      |
| SERIA CZWARTA  |                                             |                                      |
|                |                                             |                                      |
| 40             |                                             | Battle of the Century                |
| 40             | A Perfect World                             |                                      |
|                |                                             |                                      |
| 41             |                                             | The Lips Have It                     |
| 41             | Escape Claws                                |                                      |
|                |                                             |                                      |
| 42             |                                             | Walk Like a Man                      |
| 42             | A Friend in Need                            |                                      |
|                |                                             |                                      |
| 43             |                                             | Watch the Watch                      |
| 43             | She Likes Me?                               |                                      |
|                |                                             |                                      |
| 44             |                                             | Oblina Without a Cause               |
| 44             | Slick Ick                                   |                                      |
|                |                                             |                                      |
| 45             |                                             | Nuclear and Present Danger           |
| 45             | Loch Ness Mess                              |                                      |
|                |                                             |                                      |
| 46             |                                             | Super Ickis                          |
| 46             | The Substitute                              |                                      |
|                |                                             |                                      |
| 47             |                                             | The Great Escape                     |
| 47             | Beast With Four Eyes                        |                                      |
|                |                                             |                                      |
| 48             |                                             | Side by Side                         |
| 48             | Hooked on Phobics                           |                                      |
|                |                                             |                                      |
| 49             |                                             | Spy vs. Monster                      |
| 49             | Misery Date                                 |                                      |
|                |                                             |                                      |
| 50             |                                             | Clockwise                            |
| 50             | Gromble Soup                                |                                      |
|                |                                             |                                      |
| 51             |                                             | Showdown                             |
| 51             | Internal Affairs                            |                                      |
|                |                                             |                                      |
| 52             |                                             | Laugh, Krumm, Laugh                  |
| 52             | Rookie Monsters                             |                                      |
|                |                                             |                                      |